# Gianluca Pozzi
Gianluca Pozzi, né le 17 juin 1965 à Bari, est un joueur italien de tennis.

## Biographie
Il bat le numéro 1 mondial à 2 jours de ses 35 ans, seul Ken Rosewall a fait mieux à 39 ans. Après cette victoire, il bat un 2e top 10 d'affilée. Ses victoires sur le top 10, 4 sur gazon et 2 sur moquette indoor, des surfaces très rapides notamment pour le gazon à l'époque :
- n° 1 à Londres (Queen's) 2000 sur gazon, Andre Agassi (4-6, 3-2, ab.) ;
- n° 2 à Nottingham 1998 sur gazon, Marcelo Ríos (3-6, 6-4, 6-0) ;
- n° 8 à Londres (Queen's) 2000 sur gazon, Marat Safin (7-5, 7-64) ;
- n° 8 à Rosmalen 1993 sur gazon, Andreï Medvedev (6-3, 7-65) ;
- n° 8 à Marseille 1993 sur moquette indoor, Ivan Lendl (6-4, 5-7, 6-4) ;
- n° 9 à Paris (Bercy) 2000 sur moquette indoor, Thomas Enqvist (6-2, 1-6, 7-65).

## Palmarès

### Titre en simple (1)
| No | Date       | Nom et lieu du tournoi    | Catégorie    | Dotation  | Surface    | Finaliste        | Score     |  |
| -- | ---------- | ------------------------- | ------------ | --------- | ---------- | ---------------- | --------- |  |
| 1  | 23-09-1991 | Queensland Open, Brisbane | World Series | 225 000 $ | Dur (ext.) | Aaron Krickstein | 6-3, 7-64 |  |

### Finale en simple (1)
| No | Date       | Nom et lieu du tournoi   | Catégorie    | Dotation  | Surface         | Vainqueur  | Score              |  |
| -- | ---------- | ------------------------ | ------------ | --------- | --------------- | ---------- | ------------------ |  |
| 1  | 19-10-1992 | CA Tennis Trophy, Vienne | World Series | 280 000 $ | Moquette (int.) | Petr Korda | 6-3, 6-2, 5-7, 6-1 |  |

### Titre en double (1)
| No | Date       | Nom et lieu du tournoi                              | Catégorie    | Dotation  | Surface      | Partenaire   | Finalistes               | Score    |  |
| -- | ---------- | --------------------------------------------------- | ------------ | --------- | ------------ | ------------ | ------------------------ | -------- |  |
| 1  | 08-07-1991 | Miller Lite Hall of Fame Championships Newport (RI) | World Series | 150 000 $ | Gazon (ext.) | Brett Steven | Javier Frana Bruce Steel | 6-4, 6-4 |  |

### Finale en double (1)
| No | Date       | Nom et lieu du tournoi            | Catégorie    | Dotation  | Surface    | Vainqueurs                         | Partenaire    | Score    |  |
| -- | ---------- | --------------------------------- | ------------ | --------- | ---------- | ---------------------------------- | ------------- | -------- |  |
| 1  | 24-08-1992 | Waldbaum’s Hamlet Cup Long Island | World Series | 235 000 $ | Dur (ext.) | Francisco Montana Greg Van Emburgh | Olli Rahnasto | 6-4, 6-2 |  |

## Résultats en Grand Chelem

### En simple
| Année | Open d'Australie | Open d'Australie | Roland-Garros | Roland-Garros    | Wimbledon | Wimbledon       | US Open  | US Open          |
| ----- | ---------------- | ---------------- | ------------- | ---------------- | --------- | --------------- | -------- | ---------------- |
| 1987  | -                | -                | -             | -                | -         | -               | 2e tour  | Henri Leconte    |
| 1988  | 2e tour          | Anders Järryd    | -             | -                | -         | -               | 2e tour  | Tim Mayotte      |
| 1989  | 2e tour          | Jeremy Bates     | -             | -                | -         | -               | 1er tour | Amos Mansdorf    |
| 1990  | 1er tour         | Aaron Krickstein | -             | -                | -         | -               | -        | -                |
| 1991  | -                | -                | -             | -                | 2e tour   | Arnaud Boetsch  | -        | -                |
| 1992  | 2e tour          | Boris Becker     | 2e tour       | Andre Agassi     | 1er tour  | Chris Wilkinson | 2e tour  | Richard Fromberg |
| 1993  | 1er tour         | Luiz Mattar      | 1er tour      | Alex O'Brien     | 1er tour  | Jim Courier     | 1er tour | Aaron Krickstein |
| 1994  | 1er tour         | Marcos Ondruska  | -             | -                | 1er tour  | Jeremy Bates    | 4e tour  | Bernd Karbacher  |
| 1995  | 1er tour         | Pete Sampras     | 1er tour      | Francisco Clavet | 2e tour   | Todd Woodbridge | 1er tour | Michael Chang    |
| 1996  | 2e tour          | Patrick Rafter   | -             | -                | -         | -               | 1er tour | Doug Flach       |
| 1997  | -                | -                | -             | -                | -         | -               | -        | -                |
| 1998  | 2e tour          | Byron Black      | 2e tour       | Hernán Gumy      | 1er tour  | Daniel Vacek    | 1er tour | Àlex Corretja    |
| 1999  | 3e tour          | Wayne Black      | 1er tour      | Mariano Puerta   | 2e tour   | Daniel Vacek    | 2e tour  | Magnus Norman    |
| 2000  | 2e tour          | Magnus Norman    | 1er tour      | Patrick Rafter   | 4e tour   | Byron Black     | 2e tour  | Marat Safin      |
| 2001  | 2e tour          | Thomas Johansson | 1er tour      | Nicolas Coutelot | 1er tour  | Martin Lee      | 1er tour | Jack Brasington  |

### En double
| Année | Open d'Australie            | Open d'Australie              | Roland-Garros                | Roland-Garros           | Wimbledon               | Wimbledon                  | US Open                 | US Open                        |
| ----- | --------------------------- | ----------------------------- | ---------------------------- | ----------------------- | ----------------------- | -------------------------- | ----------------------- | ------------------------------ |
| 1988  | 2e tour Omar Camporese      | David Lewis Ivo Werner        | -                            | -                       | -                       | -                          | -                       | -                              |
| 1989  | 1er tour João Cunha e Silva | John Letts Bruce Man-Son-Hing | -                            | -                       | -                       | -                          | -                       | -                              |
| 1990  | 3e tour Dan Cassidy         | Scott Davis Robert Van't Hof  | -                            | -                       | 1er tour Simone Colombo | Peter Doohan Laurie Warder | 1er tour Balázs Taróczy | Sergi Bruguera Tomás Carbonell |
| 1991  | 2e tour Derrick Rostagno    | Brian Garrow Brad Pearce      | -                            | -                       | -                       | -                          | -                       | -                              |
| 1992  | 1er tour Horacio de la Peña | Joshua Eagle Grant Doyle      | 1er tour Marc-Kevin Goellner | Jeremy Bates Neil Broad | 2e tour Olli Rahnasto   | Kent Kinnear Sven Salumaa  | 2e tour Olli Rahnasto   | Sergio Casal Emilio Sánchez    |